# Moroia
Moroia o Moroya és una masia situada al municipi de Pinell de Solsonès a la comarca catalana del Solsonès, construïda al segle xvi. Situada entre camps de cultiu en una zona anomenada Camp de la Basseta, a uns 800 metres a l'est del nucli de Pinell, amb l'església de Sant Miquel; i a menys de 200 metres a l'oest de la rasa de l'Hostal.

## POUM
En el POUM del municipi de Pinell, es justifiquen les següents raons legals que n'aconsellen la recuperació i preservació:
- Paisatgístic: posició en el territori, visibilitat des dels recorreguts principals, integració en el paisatge.
- Mediambiental: l'estructura del medi rural del municipi es fonamenta en un sistema de masies gairebé equidistants que facilita l'explotació i control del medi. L'ocupació permanent de la masia facilitarà l'explotació agrícola i la preservació del medi. Primera residència.
- Històric: època de construcció segle xvi. Raons històriques del seu enclavament i ús.